# Erzherzog-Carl-Kaserne
Die Erzherzog-Carl-Kaserne, zum Schluss Carlskaserne oder Karlskaserne, befand sich im 22. Wiener Gemeindebezirk Donaustadt in der Maurichgasse 18–20 und wurde 1910 bis 1911 von der k.u.k. Armee als Ersatz für die Alser Kaserne erbaut. Ursprünglich wurde sie als „Neue Kaserne“ oder „Kagraner Kaserne“ bezeichnet. Am 20. Jänner 1912 genehmigte Kaiser Franz Joseph I. die Umbenennung in „Erzherzog-Carl-Kaserne“ nach Karl von Österreich-Teschen.
Nach dem Ersten Weltkrieg wurde das Gebäude erst als Obdachlosenheim und zwischen den Jahren 1923 bis 1934 als Wohnhaus verwendet. Ab 1935 wurde der Bau wieder als Kaserne verwendet und beherbergte das Fliegerregiment Nummer 1 des Bundesheeres.
Am 15. Februar 1943 begann hier und in der Franz-Ferdinand-Kaserne für die ersten Schüler Wiens als Luftwaffenhelfer der Kriegseinsatz.
Von der deutschen Wehrmacht wurde die Kaserne erweitert und nach dem Zweiten Weltkrieg von der Roten Armee besetzt. Während des Volksaufstands in Ungarn 1956 wurde die Kaserne als Flüchtlingslager benutzt.
Ab 1963 wurde das Bauwerk wieder als Kaserne vom Österreichischen Bundesheer verwendet. Beheimatet war hier zunächst das Kommando und einige Kompanien des Ausbildungsregiments 2 (AusbR 2) aus dem das Landwehrstammregiment 22 (LWSR 22) hervorging. Dieses wurde 1994 mit dem LWSR 21 „Hoch- und Deutschmeister“ zum Jägerregiment 2 (JgR 2) vereinigt. 1999 erfolgte eine weitere Vereinigung der JgR 1 und 2 zum Jägerregiment Wien (JgR W). Im Jahr 1999 gab das Bundesheer die Kaserne auf, im Jahr 2005 wurden Teile der Gebäude, wie das Casinogebäude mit dem Theatersaal, abgerissen. An der Stelle der Kaserne wurden wegen der Nähe zur U-Bahn Wohnhäuser errichtet.
Am 6. April 2006 fand der offizielle Spatenstich für den „Wohnpark Erzherzog Carl“ mit insgesamt 273 Wohnungen, die von zwei Bauträgern errichtet wurden, statt. Die Wohnungen wurden im November 2007 beziehungsweise Jänner 2008 an die Mieter übergeben. Die Gesamtbaukosten sollen 35,75 Millionen Euro betragen haben.